# Derik Queen
Derik Emanuel Queen (Baltimora, 27 dicembre 2004) è un cestista statunitense di ruolo ala grande e centro, professionista nella NBA con i New Orleans Pelicans.

## Carriera

### College
Queen ha giocato nella pallacanestro universitaria per una stagione con i Maryland Terrapins nel 2024-2025. Al termine è stato inserito nella formazione ideale della Big Ten Conference dagli allenatori e premiato come debuttante dell'anno della stessa. Nel torneo della Big Ten 2025 ha segnato 31 punti contro i futuri vincitori di Michigan in semifinale. Si è trattato del massimo di punti segnati da una matricola di Maryland nel torneo, di cui è stato inserito nel quintetto ideale.
Nel secondo turno del successivo torneo NCAA, Queen ha segnato sulla sirena il tiro della vittoria di Maryland su Colorado State per 72-71. Si è trattato del suo primo tiro della vittoria in carriera, a tutti i livelli.

### Carriera professionistica
Queen è stato selezionato nel corso del primo giro (13º assoluto) dagli Atlanta Hawks nel Draft NBA 2025 e subito scambiato con i New Orleans Pelicans.

## Statistiche

### College
| Anno      | Squadra            | PG | PT | MP   | TC%  | 3P%  | TL%  | RP  | AP  | PRP | SP  | PP   |
| --------- | ------------------ | -- | -- | ---- | ---- | ---- | ---- | --- | --- | --- | --- | ---- |
| 2024-2025 | Maryland Terrapins | 36 | 36 | 30,4 | 52,6 | 20,0 | 76,6 | 9,0 | 1,9 | 1,1 | 1,1 | 16,5 |
| Carriera  | Carriera           | 36 | 36 | 30,4 | 52,6 | 20,0 | 76,6 | 9,0 | 1,9 | 1,1 | 1,1 | 16,5 |

## Palmarès

### Scuole superiori
- McDonald's All-American Game Co-MVP (2024)

### NCAA
- First-team All-Big Ten (2024)
- Big Ten Freshman of the Year (2024)
- Big Ten All-Freshman Team (2024)